# 沈時 (成化進士)
沈時（1453年—？），字元中，直隸蘇州府崑山縣人，民籍，明朝政治人物。

## 生平
成化十九年（1483年）癸卯科應天府鄉試第三十一名舉人。成化二十三年（1487年）中式丁未科會試第一百八十五名，三甲第一百八十二名進士。授江西餘干縣知縣，弘治九年（1496年）任江西泰和县知县。

## 家族
曾祖沈顯；祖父沈明，封工部員外郎；父沈祥，布政使司參議。前母瞿氏（贈宜人）；母王氏。严侍下。